# Daddy (singel Emeli Sandé)
Daddy – jest to drugi singel brytyjskiej wokalistki Emeli Sandé, której towarzyszy Naughty Boy, z jej debiutanckiego albumu studyjnego Our Version of Events, wydany 27 listopada 2011 roku w Wielkiej Brytanii. Twórcami tekstu są Emeli Sandé, Naughty Boy, James Murray, Mustafa Omer, Grant Mitchell, natomiast za produkcję utworu byli odpowiedzialni Naughty Boy i Mojam.

## Teledysk
Teledysk miał swoją premierę 21 października 2011 roku. Klip przedstawia piosenkarkę wykonującą utwór w różnych miejscach, m.in. w supermarkecie, restauracji, czy pokoju. Poza samą Sandé w teledysku widzimy włamujących się do supermarketu złodziei oraz ich historię.

## Format wydania
Digital remix single
1. "Daddy" – 3:08
2. "Daddy" (Fred V and Grafix Remix) – 4:29
3. "Daddy" (Disclosure Remix) – 4:08
4. "Daddy" (Third Party Remix) – 6:21
5. "Daddy" (Cyantific Remix) - 5:40
6. "Daddy" (fan Dafydd Remix) - 4:59

## Pozycje na listach
| Lista                                    | Najwyższa pozycja |
| ---------------------------------------- | ----------------- |
| Belgia (Flandria) (Ultratop 50 Flanders) | 12                |
| Belgia (Walonia) (Ultratip Wallonia)     | 8                 |
| Finlandia (Suomen virallinen lista)      | 5                 |
| Stany Zjednoczone (Hot Dance Club Songs) | 44                |
| Szkocja (The Official Charts Company)    | 20                |
| Wielka Brytania (UK Singles Chart)       | 21                |
| Wielka Brytania (UK R&B Chart)           | 6                 |